# Hrabstwo Lake (Montana)
Hrabstwo Lake (ang. Lake County) – hrabstwo w stanie Montana w Stanach Zjednoczonych. Obszar całkowity hrabstwa obejmuje powierzchnię 1653,72 mil² (4283,11 km²). Według szacunków United States Census Bureau w roku 2009 miało 28 605 mieszkańców. Jego siedzibą jest Polson.

## Miasta
- Polson
- Ronan
- St. Ignatius

## CDP
- Arlee
- Bear Dance
- Big Arm
- Charlo
- Dayton
- Elmo
- Finley Point
- Jette
- Kerr
- Kicking Horse
- Kings Point
- Lake Mary Ronan
- Lindisfarne
- Pablo
- Ravalli
- Rocky Point
- Rollins
- Swan Lake
- Turtle Lake
- Woods Bay